# Optellen van geluidsniveaus
Voor het optellen van geluidsniveaus van verschillende geluidsbronnen is een speciale berekening nodig. Dit komt enerzijds door de logaritmische schaal waarop een geluidsniveau weergegeven wordt en anderzijds door de mogelijke afhankelijkheid tussen de geluidsbronnen.
Voorbeeld: van twee stofzuigers die elk 60 dB geluid produceren, is het totale geluidsniveau 63 dB, en niet de som 120 dB van de beide afzonderlijke niveaus.

## Achtergrond
Het geluidsdrukniveau dat wordt geproduceerd door een geluidsbron, wordt in verreweg de meeste gevallen uitgedrukt in decibel (dB). Om de totale geluidsdruk van meerdere bronnen te berekenen, kunnen de waarden in dB niet eenvoudig bij elkaar worden opgeteld.
Om het geluid van meerdere bronnen bij elkaar op te tellen, wordt het geluid in dB eerst omgerekend naar een geluidsdruk in pascal. Deze geluidsdrukken kunnen wél bij elkaar worden opgeteld. Daarna wordt de geluidsdruk weer logaritmisch omgerekend naar een geluids(druk)niveau [dB]. Dit heet energetisch sommeren.

## Verschillende situaties
Bij het optellen van twee geluidsniveaus kunnen twee verschillende situaties optreden:
- De geluiden zijn niet met elkaar gecorreleerd. Dit komt verreweg het meeste voor, onder andere bij het voorbeeld van de stofzuigers.
- De geluiden zijn gecorreleerd. Dit komt voor wanneer twee bronnen sterk met elkaar te maken hebben, bijvoorbeeld twee luidsprekers die precies hetzelfde signaal uitsturen.

Bij optelling van twee verschillende niet-gecorreleerde geluiden, kan het totale niveau nooit meer zijn dan 3 dB boven het hoogste van de twee geluidsniveaus.
Als er echter een faserelatie (correlatie) is tussen de twee geluidsbronnen, dan kan het totale niveau maximaal 6 dB hoger zijn dan de hoogste van de twee waarden. De bronnen kunnen elkaar echter ook uitdoven, zie de paragraaf over gecorreleerde bronnen hieronder.

## Ongecorreleerde bronnen
Als er twee niet met elkaar verband hebbende ("ongecorreleerde") geluidsbronnen in een kamer zijn, bijvoorbeeld een radio met een gemiddeld geluidsniveau van 62,0 dB en een televisie die 73,0 dB geluid produceert, dan is het totale geluidsniveau in decibel een logaritmische optelling van 62 en 73 dB:
gecombineerd geluidsniveau {\displaystyle =10\cdot \log(10^{(62/10)}+10^{(73/10)})=73{,}3\,{\text{dB}}}
De algemene formule voor het optellen van twee ongecorreleerde bronnen luidt als volgt:
gecombineerd geluidsniveau {\displaystyle =10\cdot \log(10^{(SPL1/10)}+10^{(SPL2/10)})\,{\text{dB}}}
Hierin is: 
- {\displaystyle SPL1} het geluidsniveau in dB van bron 1
- {\displaystyle SPL2} het geluidsniveau in dB van bron 2
- {\displaystyle \log } de logaritme met basis 10.

Als men van twee ("ongecorreleerde") geluidsbronnen het totale geluidsniveau kent van in dit geval 73,3 dB, en men weet het geluidsniveau van één bron, bijvoorbeeld de televisie, 73,0 dB, verschil 0,3 dB, dan kan men de tweede bron, de radio, uitrekenen door:
tweede bron {\displaystyle =10\cdot \log(10^{(73/10)}\cdot (10^{(0,3/10)}-1))=62\,{\text{dB}}}
N.B. Deze berekening is vrij onnauwkeurig als de twee bronnen zeer sterk in geluidsniveau verschillen. In dat geval is het beter om van beide bronnen een aparte geluidsmeting uit te voeren.

### Meerdere aantallen ongecorreleerde bronnen
In de praktijk komt het vaak voor dat men wil weten wat het effect is van een groter aantal geluidsbronnen, bijvoorbeeld bij een toename van het verkeer, een toename van het aantal pratende bezoekers in een gebouw, etc. Als je daarbij kan aannemen dat alle bronnen een gelijk geluidsniveau produceren, is de geluidstoename door een toename van het aantal bronnen te berekenen met de volgende formule:
toename {\displaystyle =10\cdot \log({\rm {aantal2}}/{\rm {aantal1}})\,{\text{dB}}}
Hierin is:
- aantal2: aantal bronnen in de nieuwe situatie
- aantal1: aantal bronnen in de bestaande situatie
- log: logaritme op basis van 10.

Hieronder een aantal voorbeelden:
- Wordt het aantal bronnen twee keer zo groot, dan neemt het geluidsniveau toe met 3 dB.
- Zitten er in een doosje 1000 zoemende muggen, en stopt iemand er nog 300 bij, dan neemt het geluidsniveau met afgerond 1 dB toe.
- Deze methode werkt ook in het geval van de geluidsbelasting gedurende een periode. Zijn er in een bestaande situatie 1000 vliegtuigen per dag, en neemt dat in de toekomst toe tot 1300 vliegtuigen, dan neemt de geluidbelasting toe met afgerond 1 dB.

## Gecorreleerde bronnen
Midden tussen twee luidsprekers die hetzelfde geluid in fase uitzenden, is de geluidsdruk het dubbele van de geluidsdruk van elke luidspreker afzonderlijk. De geluidsintensiteit is dan 4 keer zo groot als van een van de luidsprekers. Het geluidsniveau ligt dus ca. 6 dB hoger dan het niveau van één luidspreker. Zijn de luidsprekers in tegenfase, dan hoort men niets (dit is een voorbeeld van antigeluid). Als de luidsprekers een zuivere sinustoon laten horen, zal er in de ruimte eromheen een interferentiepatroon ontstaan met punten waar het geluidsniveau 0 is en punten waar het geluidsniveau 6 dB hoger is dan de niveaus van de afzonderlijke luidsprekers.

## Wiskundige beschrijving
Als de twee luidsprekers ongecorreleerde (verschillende) geluiden voortbrengen, ontstaat een andere situatie. Meestal zullen in zo'n geval de beide geluiden niets met elkaar te maken hebben. Soms zullen de geluiden elkaar versterken, dan weer zullen ze elkaar tegenwerken. Men noemt zulke geluiden ongecorreleerd. Voor de momentane geluidsdrukken {\displaystyle p_{1}(t)} en {\displaystyle p_{2}(t)} geldt, als deze gemiddeld worden over de tijd {\displaystyle T}:
{\displaystyle {\frac {1}{T}}\int _{0}^{T}p_{1}(t)p_{2}(t)\,\mathrm {d} t=0}
Daarom wordt altijd uitgegaan van de effectieve geluidsdruk pe.
Het gevolg is dat:
{\displaystyle p_{e}^{2}={\frac {1}{T}}\int _{0}^{T}\left(p_{1}(t)+p_{2}(t)\right)^{2}\,\mathrm {d} t={\frac {1}{T}}\int _{0}^{T}\left(p_{1}^{2}(t)+p_{2}^{2}(t)+2p_{1}(t)p_{2}(t)\right)\,\mathrm {d} t=}
{\displaystyle ={\frac {1}{T}}\int _{0}^{T}p_{1}^{2}(t)\,\mathrm {d} t+{\frac {1}{T}}\int _{0}^{T}p_{2}^{2}(t)\,\mathrm {d} t=p_{1e}^{2}+p_{2e}^{2}}
We moeten de geluidsdrukken dus kwadratisch optellen. De totale geluidsintensiteit {\displaystyle J} is gewoon de som van beide geluidsintensiteiten. Het geluidsniveau {\displaystyle L} in dB laat zich niet zo eenvoudig berekenen. Er geldt:
{\displaystyle {\frac {J}{J_{0}}}=10^{L/10}={\frac {J_{1}+J_{2}}{J_{0}}}=10^{L_{1}/10}+10^{L_{2}/10}},
zodat
{\displaystyle L=10\log \left(10^{L_{1}/10}+10^{L_{2}/10}\right)=L_{1}+10\log(1+10^{\frac {L_{2}-L_{1}}{10}})}
Een voorbeeld ter verduidelijking.
Twee ongecorreleerde geluidsbronnen hebben in het meetpunt resp. de geluidsniveaus {\displaystyle L_{1}=53} dB en {\displaystyle L_{2}=49} dB. We berekenen de relatieve geluidsintensiteiten:
{\displaystyle 10^{L_{1}/10}=10^{5{,}3}\approx 200000}
en 
{\displaystyle 10^{L_{2}/10}=10^{4{,}9}\approx 79000}
Daaruit volgt:
{\displaystyle L=10\log(200000+79000)=10\log 279000=54{,}5\,{\text{dB}}}
Met de  tweede formule:
{\displaystyle L=53+10\log(1+10^{\frac {49-53}{10}})=53+10\log(1+10^{-0{,}4})\approx 53+1{,}5=54{,}5\,{\text{dB}}}
Nog een voorbeeld. In een fabriekshal is het geluidsniveau 83 dB(A). De toegestane norm is maximaal 80 dB(A). Het geluidsniveau moet minstens 3 dB naar beneden, maar dat betekent dat de halve fabriek stilgelegd moet worden, tenzij er één geluidsdruk sterk dominant is, dan is het reduceren van die bron vaak voldoende. Meestal zijn er in een werkelijke situatie zeer veel bronnen aanwezig.